# Haidong
Haidong (en chino, 海东市; pinyin, Hǎidōng shì, léase Jái-Dong) es una ciudad-prefectura en la provincia de Qinghai, República Popular China. La ciudad se encuentra en la zona de transición entre la meseta de Loess y la meseta Qinghai-Tíbet. Limita al norte con Haibei Tibetana, al sur con Huangnan Tibetana, al oeste con la capital provincial de Xining y al este con la provincia de Gansu. Su área es de 12 982 km² y su población total para 2020 superó los 1,35 millones de habitantes.

## Administración
La ciudad-prefectura de Haidong está conformada de 6 localidades que se administran en 2 distritos urbanos y 4 condados rurales.
- Distrito Ping'an 平安区
- Distrito Ledu 乐都区
- Condado autónomo Minhe 民和回族 土族自治县
- Condado autónomo Huzhu 互助土族自治县
- Condado autónomo Hualong 化隆回族自治县
- Condado autónomo Xunhua 循化撒拉族自治县

## Toponimia
El nombre de la ciudad significa literalmente "oriente del mar", en referencia al lago Qinghai que lo llaman -mar turquesa-.